# 경대병원역
경대병원역(미르치과병원)(Kyungpook National University Hospital station, 慶大病院驛)은 대한민국 대구광역시 중구 삼덕네거리에 있는 대구 도시철도 2호선의 지하철역이다. 부역명은 미르치과병원이다. 신천 하저터널로 대구은행역과 연결된다.

## 특징
수성교 하저터널로 대구은행역과 연결된다. 경대병원역이 개통되기 전에는 중구 삼덕동2가에 있어서 공사명을 삼덕역(三德驛)이라고도 칭하였고, 삼덕네거리 칠성시장 방향에 경북대학교병원이 있어서 현재와 같이 정해졌다. 경대병원역 인근 봉산육거리로도 메트로프라자 출구가 있으나, 이 출구는 반월당역과 직결되고 경대병원역과 직결되지 않는 별개의 지하도다. 출구는 삼덕동2가와 대봉1동에 걸쳐 있다.

## 역명의 유래
역 인근에 있는 경북대학교 병원에서 유래되었다.

## 역사
- 2005년 10월 18일 : 대구 도시철도 2호선 개통과 함께 영업 개시
- 2017년 4월 24일 : 스크린도어 설치

## 사건사고
2호선이 개통한지 거의 1달 만인 2005년 11월 19일 경대병원역에서 30대 남자가 열차 내에서 방화를 시도하여 제2의 대구 지하철 참사가 일어날 뻔했으나, 당시 비번이었던 소방관 1명 및 고등학생 3명과의 격투 끝에 미수로 그친 사건이 있었다. 열차를 검사한 결과 불에 탄 부분도 없어서, 사건은 곧 종결되었다. 

## 역 구조
1면 2선의 노란색 기둥의 섬식 승강장이 있는 지하역이다. 스크린도어가 설치되어 있다.
이 역은 직선 승강장이지만, 발빠짐 안내방송이 나온다.

### 승강장
| 반월당 ↑   |
| 하 상 \|   |
| ↓ 대구은행 |

| 상행 | ● 대구 도시철도 2호선 | 반월당·용산·문양 방면 |
| 하행 | ● 대구 도시철도 2호선 | 범어·사월·영남대 방면 |

- 승강장에서 반대 방향 열차로 탑승할 수 있다.

## 역 주변
| 나가는 곳 | 방면 |
| --------- | --- |
| 1         | 경북대학교치과대학 새마을금고 중대구 새마을금고 삼덕동지점 진석타워 일신학원 대구광역시청 한국은행 대구경북본부 경북대학교병원 생명의학연구소 SK텔레콤/브로드밴드 |
| 2         | 제일중학교 대봉맨션 청구맨션 늘열린성모병원 대구맨션시장 유신학원 공무원연금공단 경북대학교 사범대학 부설초등학교 경북대학교 사범대학 부설중학교 경북대학교 사범대학 부설고등학교 센트로팰리스 송정맨션 삼익맨션 국민은행 대봉동지점 IM뱅크 봉산동지점 박정희대통령 기념비 |
| 3         | 대봉1동행정복지센터 방천시장 대백프라자 |
| 4         | 동덕초등학교 삼덕초등학교 경북대학교병원 IM뱅크 삼덕동지점 중구청 근로복지공단 대구지역본부 대구광역시 고혈압당뇨병 교육정보센터 |

## 승차량 변동
| 노선  | 승차 인원 | 승차 인원 | 승차 인원 | 승차 인원 | 승차 인원 | 승차 인원 | 승차 인원 | 승차 인원 | 승차 인원 | 승차 인원 | 승차 인원 | 승차 인원 | 승차 인원 | 주석 |
| 노선  | 2005년    | 2006년    | 2007년    | 2008년    | 2009년    | 2010년    | 2011년    | 2012년    | 2013년    | 2014년    | 2015년    | 2016년    | 2017년    | 주석 |
| ----- | --------- | --------- | --------- | --------- | --------- | --------- | --------- | --------- | --------- | --------- | --------- | --------- | --------- | ---- |
| 2호선 | 3,569     | 4,541     | 4,698     | 4,939     | 5,128     | 5,336     | 5,449     | 5,677     | 6,124     | 6,107     | 6,182     | 6,544     |           |      |

## 인접한 역
| 대구 도시철도 2호선  | 대구 도시철도 2호선   | 대구 도시철도 2호선      |
| -------------------- | --------------------- | ------------------------ |
| 230 반월당 문양 방면 | ● 대구 도시철도 2호선 | 232 대구은행 영남대 방면 |

## 같이 보기
- 경북대학교병원
- 칠곡경대병원역